# Pararge paeninsulitalica
Pararge paeninsulitalica är en fjärilsart som beskrevs av Ruggero Verity 1923. Pararge paeninsulitalica ingår i släktet Pararge och familjen praktfjärilar. Inga underarter finns listade i Catalogue of Life.